# Scooter (Band)/Diskografie
Diese Diskografie ist eine Übersicht über die musikalischen Werke der deutschen Eurodance-Band Scooter und ihrer Pseudonyme wie Ratty. Den Quellenangaben zufolge verkaufte sie bisher mehr als 30 Millionen Tonträger. Ihre erfolgreichste Veröffentlichung ist die Single Ramp! (The Logical Song) mit über 930.000 verkauften Einheiten.

## Alben

### Studioalben
| Jahr | Titel Musiklabel                                       | Höchstplatzierung, Gesamtwochen, AuszeichnungChartplatzierungen (Jahr, Titel, Musiklabel, Platzierungen, Wochen, Auszeichnungen, Anmerkungen) | Höchstplatzierung, Gesamtwochen, AuszeichnungChartplatzierungen (Jahr, Titel, Musiklabel, Platzierungen, Wochen, Auszeichnungen, Anmerkungen) | Höchstplatzierung, Gesamtwochen, AuszeichnungChartplatzierungen (Jahr, Titel, Musiklabel, Platzierungen, Wochen, Auszeichnungen, Anmerkungen) | Höchstplatzierung, Gesamtwochen, AuszeichnungChartplatzierungen (Jahr, Titel, Musiklabel, Platzierungen, Wochen, Auszeichnungen, Anmerkungen) | Höchstplatzierung, Gesamtwochen, AuszeichnungChartplatzierungen (Jahr, Titel, Musiklabel, Platzierungen, Wochen, Auszeichnungen, Anmerkungen) | Anmerkungen                                                  |
| Jahr | Titel Musiklabel                                       | DE | AT | CH | UK | US | Anmerkungen                                                  |
| ---- | ------------------------------------------------------ | --- | --- | --- | --- | --- | ------------------------------------------------------------ |
| 1995 | … and the Beat Goes On! Club Tools (Edel)              | DE25 (20 Wo.)DE | AT27 (5 Wo.)AT | CH29 (7 Wo.)CH | — | — | Erstveröffentlichung: 31. Januar 1995 Verkäufe: + 15.000     |
| 1996 | Our Happy Hardcore Club Tools (Edel)                   | DE17 (19 Wo.)DE | AT16 (11 Wo.)AT | CH9 (9 Wo.)CH | UK24 (6 Wo.)UK | — | Erstveröffentlichung: 28. März 1996                          |
| 1996 | Wicked! Club Tools (Edel)                              | DE22 (16 Wo.)DE | AT30 (5 Wo.)AT | CH38 (2 Wo.)CH | UK76 (2 Wo.)UK | — | Erstveröffentlichung: 24. Oktober 1996 Verkäufe: + 50.000    |
| 1997 | Age of Love Club Tools (Edel)                          | DE19 (6 Wo.)DE | AT32 (7 Wo.)AT | CH35 (4 Wo.)CH | — | — | Erstveröffentlichung: 25. August 1997 Verkäufe: + 31.664     |
| 1998 | No Time to Chill Club Tools (Edel)                     | DE4 (12 Wo.)DE | AT27 (10 Wo.)AT | CH20 (9 Wo.)CH | — | — | Erstveröffentlichung: 20. Juli 1998 Verkäufe: + 66.276       |
| 1999 | Back to the Heavyweight Jam Club Tools (Edel)          | DE7 Gold · (14 Wo.)DE | — | CH25 (2 Wo.)CH | — | — | Erstveröffentlichung: 27. September 1999 Verkäufe: + 190.000 |
| 2000 | Sheffield Sheffield Tunes (Edel)                       | DE11 (9 Wo.)DE | AT49 (1 Wo.)AT | CH60 (5 Wo.)CH | — | — | Erstveröffentlichung: 23. Juni 2000                          |
| 2001 | We Bring the Noise! Sheffield Tunes (Edel)             | DE15 (11 Wo.)DE | AT32 (5 Wo.)AT | CH74 (1 Wo.)CH | — | — | Erstveröffentlichung: 11. Juni 2001                          |
| 2003 | The Stadium Techno Experience Sheffield Tunes (Edel)   | DE7 (22 Wo.)DE | AT14 (12 Wo.)AT | CH35 (6 Wo.)CH | UK20 Silber · (5 Wo.)UK | — | Erstveröffentlichung: 31. März 2003 Verkäufe: + 110.000      |
| 2004 | Mind the Gap Sheffield Tunes (Edel)                    | DE16 (21 Wo.)DE | AT34 (9 Wo.)AT | CH67 (1 Wo.)CH | — | — | Erstveröffentlichung: 8. November 2004 Verkäufe: + 10.000    |
| 2005 | Who’s Got the Last Laugh Now? Sheffield Tunes (Edel)   | DE14 (9 Wo.)DE | AT31 (3 Wo.)AT | CH44 (2 Wo.)CH | — | — | Erstveröffentlichung: 4. November 2005                       |
| 2007 | The Ultimate Aural Orgasm Sheffield Tunes (Edel)       | DE6 (8 Wo.)DE | AT17 (3 Wo.)AT | CH66 (2 Wo.)CH | — | — | Erstveröffentlichung: 9. Februar 2007                        |
| 2007 | Jumping All Over the World Sheffield Tunes (Edel)      | DE9 Gold · (49 Wo.)DE | AT18 (15 Wo.)AT | CH65 (3 Wo.)CH | UK1 Platin · (21 Wo.)UK | — | Erstveröffentlichung: 30. November 2007 Verkäufe: + 500.000  |
| 2009 | Under the Radar Over the Top Sheffield Tunes (Edel)    | DE2 (12 Wo.)DE | AT15 (5 Wo.)AT | CH51 (3 Wo.)CH | UK62 Gold · (2 Wo.)UK | — | Erstveröffentlichung: 2. Oktober 2009 Verkäufe: + 100.000    |
| 2011 | The Big Mash Up Sheffield Tunes (Edel)                 | DE15 (4 Wo.)DE | AT30 (1 Wo.)AT | CH47 (2 Wo.)CH | — | — | Erstveröffentlichung: 14. Oktober 2011                       |
| 2012 | Music for a Big Night Out Sheffield Tunes (Edel)       | DE10 (3 Wo.)DE | AT37 (1 Wo.)AT | CH47 (2 Wo.)CH | — | — | Erstveröffentlichung: 2. November 2012                       |
| 2014 | The Fifth Chapter Sheffield Tunes (Edel)               | DE8 (4 Wo.)DE | AT28 (2 Wo.)AT | CH23 (3 Wo.)CH | — | — | Erstveröffentlichung: 26. September 2014                     |
| 2016 | Ace Sheffield Tunes (Edel)                             | DE6 (6 Wo.)DE | AT14 (3 Wo.)AT | CH34 (5 Wo.)CH | — | — | Erstveröffentlichung: 5. Februar 2016                        |
| 2017 | Scooter Forever Sheffield Tunes (Edel)                 | DE8 (4 Wo.)DE | AT17 (2 Wo.)AT | CH32 (2 Wo.)CH | — | — | Erstveröffentlichung: 1. September 2017                      |
| 2021 | God Save the Rave Sheffield Tunes (Edel)               | DE4 (7 Wo.)DE | AT7 (3 Wo.)AT | CH12 (3 Wo.)CH | — | — | Erstveröffentlichung: 16. April 2021                         |
| 2024 | Open Your Mind and Your Trousers Sheffield Tunes (UMG) | DE2 (5 Wo.)DE | AT4 (3 Wo.)AT | CH8 (2 Wo.)CH | — | — | Erstveröffentlichung: 22. März 2024                          |

### Livealben
| Jahr | Titel Musiklabel                                                                        | Höchstplatzierung, Gesamtwochen, AuszeichnungChartplatzierungen (Jahr, Titel, Musiklabel, Platzierungen, Wochen, Auszeichnungen, Anmerkungen) | Höchstplatzierung, Gesamtwochen, AuszeichnungChartplatzierungen (Jahr, Titel, Musiklabel, Platzierungen, Wochen, Auszeichnungen, Anmerkungen) | Höchstplatzierung, Gesamtwochen, AuszeichnungChartplatzierungen (Jahr, Titel, Musiklabel, Platzierungen, Wochen, Auszeichnungen, Anmerkungen) | Höchstplatzierung, Gesamtwochen, AuszeichnungChartplatzierungen (Jahr, Titel, Musiklabel, Platzierungen, Wochen, Auszeichnungen, Anmerkungen) | Höchstplatzierung, Gesamtwochen, AuszeichnungChartplatzierungen (Jahr, Titel, Musiklabel, Platzierungen, Wochen, Auszeichnungen, Anmerkungen) | Anmerkungen                                           |
| Jahr | Titel Musiklabel                                                                        | DE | AT | CH | UK | US | Anmerkungen                                           |
| ---- | --------------------------------------------------------------------------------------- | --- | --- | --- | --- | --- | ----------------------------------------------------- |
| 2002 | Encore – Live & Direct Sheffield Tunes (Edel)                                           | DE13 (15 Wo.)DE | AT25 (10 Wo.)AT | CH71 (5 Wo.)CH | — | — | Erstveröffentlichung: 13. Mai 2002 Verkäufe: + 25.000 |
| 2004 | Selected Songs of the 10th Anniversary Concert at Docks, Hamburg Sheffield Tunes (Edel) | — | — | — | — | — | Erstveröffentlichung: 8. November 2004                |
| 2006 | Excess All Areas Sheffield Tunes (Edel)                                                 | DE29 (5 Wo.)DE | AT64 (1 Wo.)AT | — | — | — | Erstveröffentlichung: 2. Juni 2006                    |
| 2010 | Live in Hamburg Sheffield Tunes (Edel)                                                  | DE14 (4 Wo.)DE | — | — | — | — | Erstveröffentlichung: 7. Mai 2010 Verkäufe: + 20.000  |
| 2020 | I Want You to Stream Sheffield Tunes (Edel)                                             | — | — | — | — | — | Erstveröffentlichung: 3. April 2020                   |

### Kompilationen
| Jahr | Titel Musiklabel                                                       | Höchstplatzierung, Gesamtwochen, AuszeichnungChartplatzierungen (Jahr, Titel, Musiklabel, Platzierungen, Wochen, Auszeichnungen, Anmerkungen) | Höchstplatzierung, Gesamtwochen, AuszeichnungChartplatzierungen (Jahr, Titel, Musiklabel, Platzierungen, Wochen, Auszeichnungen, Anmerkungen) | Höchstplatzierung, Gesamtwochen, AuszeichnungChartplatzierungen (Jahr, Titel, Musiklabel, Platzierungen, Wochen, Auszeichnungen, Anmerkungen) | Höchstplatzierung, Gesamtwochen, AuszeichnungChartplatzierungen (Jahr, Titel, Musiklabel, Platzierungen, Wochen, Auszeichnungen, Anmerkungen) | Höchstplatzierung, Gesamtwochen, AuszeichnungChartplatzierungen (Jahr, Titel, Musiklabel, Platzierungen, Wochen, Auszeichnungen, Anmerkungen) | Anmerkungen                                                |
| Jahr | Titel Musiklabel                                                       | DE | AT | CH | UK | US | Anmerkungen                                                |
| ---- | ---------------------------------------------------------------------- | --- | --- | --- | --- | --- | ---------------------------------------------------------- |
| 1997 | Rough and Tough and Dangerous – The Singles 94/98 Club Tools (Edel)    | DE36 (6 Wo.)DE | AT47 (1 Wo.)AT | — | — | — | Erstveröffentlichung: 30. Dezember 1997 Verkäufe: + 40.000 |
| 2002 | Push the Beat for This Jam – The Second Chapter Sheffield Tunes (Edel) | DE5 (20 Wo.)DE | AT10 (13 Wo.)AT | CH42 (17 Wo.)CH | UK6 Gold · (15 Wo.)UK | — | Erstveröffentlichung: 7. Januar 2002 Verkäufe: + 155.000   |
| 2002 | 24 Carat Gold Sheffield Tunes (Edel)                                   | DE49 (4 Wo.)DE | — | CH94 (2 Wo.)CH | — | — | Erstveröffentlichung: 4. November 2002                     |
| 2004 | Select10n Sheffield Tunes (Edel)                                       | — | — | — | — | — | Erstveröffentlichung: 2004 limitiert auf 3333 Stück        |
| 2006 | Anthologie (Tous Leurs Tubes) Scorpio Music (Sony BMG)                 | — | — | — | — | — | Erstveröffentlichung: 6. März 2006                         |
| 2010 | Russian Replay H!t Lab Entertainment (ФОП Антоненко)                   | — | — | — | — | — | Erstveröffentlichung: 13. Mai 2010                         |
| 2010 | The Very Best Of ARS Entertainment (UMG)                               | — | — | — | — | — | Erstveröffentlichung: 19. August 2010                      |
| 2013 | 20 Years of Hardcore Sheffield Tunes (Edel)                            | DE37 Gold · (6 Wo.)DE | — | CH72 (2 Wo.)CH | — | — | Erstveröffentlichung: 11. Oktober 2013 Verkäufe: + 110.000 |
| 2017 | 100% Scooter – 25 Years Wild & Wicked Sheffield Tunes (Edel)           | DE19 (14 Wo.)DE | AT52 (3 Wo.)AT | CH47 (8 Wo.)CH | — | — | Erstveröffentlichung: 15. Dezember 2017                    |

### EPs
| Jahr | Titel Musiklabel                                    | Höchstplatzierung, Gesamtwochen, AuszeichnungChartplatzierungen (Jahr, Titel, Musiklabel, Platzierungen, Wochen, Auszeichnungen, Anmerkungen) | Höchstplatzierung, Gesamtwochen, AuszeichnungChartplatzierungen (Jahr, Titel, Musiklabel, Platzierungen, Wochen, Auszeichnungen, Anmerkungen) | Höchstplatzierung, Gesamtwochen, AuszeichnungChartplatzierungen (Jahr, Titel, Musiklabel, Platzierungen, Wochen, Auszeichnungen, Anmerkungen) | Höchstplatzierung, Gesamtwochen, AuszeichnungChartplatzierungen (Jahr, Titel, Musiklabel, Platzierungen, Wochen, Auszeichnungen, Anmerkungen) | Höchstplatzierung, Gesamtwochen, AuszeichnungChartplatzierungen (Jahr, Titel, Musiklabel, Platzierungen, Wochen, Auszeichnungen, Anmerkungen) | Anmerkungen                           |
| Jahr | Titel Musiklabel                                    | DE | AT | CH | UK | US | Anmerkungen                           |
| ---- | --------------------------------------------------- | --- | --- | --- | --- | --- | ------------------------------------- |
| 1995 | The Move Your Ass EP Club Tools (Edel)              | — | — | — | UK23 (4 Wo.)UK | — | Erstveröffentlichung: 6. Oktober 1995 |
| 2021 | Groundhog Day EP (The Mixes) Sheffield Tunes (Edel) | — | — | — | — | — | Erstveröffentlichung: 21. April 2021  |

### Tributealben
| Jahr | Titel Musiklabel                        | Höchstplatzierung, Gesamtwochen, AuszeichnungChartplatzierungen (Jahr, Titel, Musiklabel, Platzierungen, Wochen, Auszeichnungen, Anmerkungen) | Höchstplatzierung, Gesamtwochen, AuszeichnungChartplatzierungen (Jahr, Titel, Musiklabel, Platzierungen, Wochen, Auszeichnungen, Anmerkungen) | Höchstplatzierung, Gesamtwochen, AuszeichnungChartplatzierungen (Jahr, Titel, Musiklabel, Platzierungen, Wochen, Auszeichnungen, Anmerkungen) | Höchstplatzierung, Gesamtwochen, AuszeichnungChartplatzierungen (Jahr, Titel, Musiklabel, Platzierungen, Wochen, Auszeichnungen, Anmerkungen) | Höchstplatzierung, Gesamtwochen, AuszeichnungChartplatzierungen (Jahr, Titel, Musiklabel, Platzierungen, Wochen, Auszeichnungen, Anmerkungen) | Anmerkungen                           |
| Jahr | Titel Musiklabel                        | DE | AT | CH | UK | US | Anmerkungen                           |
| ---- | --------------------------------------- | --- | --- | --- | --- | --- | ------------------------------------- |
| 2009 | Hands on Scooter Sheffield Tunes (Edel) | DE29 (1 Wo.)DE | — | — | — | — | Erstveröffentlichung: 23. Januar 2009 |

## Singles

### Als Leadmusiker
| Jahr | Titel Album                                                                        | Höchstplatzierung, Gesamtwochen, AuszeichnungChartplatzierungen (Jahr, Titel, Album, Platzierungen, Wochen, Auszeichnungen, Anmerkungen, Neuinterpretation von:) | Höchstplatzierung, Gesamtwochen, AuszeichnungChartplatzierungen (Jahr, Titel, Album, Platzierungen, Wochen, Auszeichnungen, Anmerkungen, Neuinterpretation von:) | Höchstplatzierung, Gesamtwochen, AuszeichnungChartplatzierungen (Jahr, Titel, Album, Platzierungen, Wochen, Auszeichnungen, Anmerkungen, Neuinterpretation von:) | Höchstplatzierung, Gesamtwochen, AuszeichnungChartplatzierungen (Jahr, Titel, Album, Platzierungen, Wochen, Auszeichnungen, Anmerkungen, Neuinterpretation von:) | Höchstplatzierung, Gesamtwochen, AuszeichnungChartplatzierungen (Jahr, Titel, Album, Platzierungen, Wochen, Auszeichnungen, Anmerkungen, Neuinterpretation von:) | Anmerkungen                                                                      | Neuinterpretation von: |
| Jahr | Titel Album                                                                        | DE | AT | CH | UK | US | Anmerkungen                                                                      | Neuinterpretation von: |
| ---- | ---------------------------------------------------------------------------------- | --- | --- | --- | --- | --- | -------------------------------------------------------------------------------- | --- |
| 1994 | Vallée de Larmes –                                                                 | — | — | — | — | — | Erstveröffentlichung: 9. Februar 1994                                            | René Et Gaston – Vallée de Larme (1993) |
| 1994 | Hyper Hyper …and the Beat Goes On!                                                 | DE2 Platin · (23 Wo.)DE | AT2 Gold · (14 Wo.)AT | CH3 (22 Wo.)CH | — | — | Erstveröffentlichung: 26. Mai 1994 Verkäufe: + 525.000                           | Ultra-Sonic – Annihilating Rhythm (1993) |
| 1994 | Move Your Ass! …and the Beat Goes On!                                              | DE3 Gold · (13 Wo.)DE | AT3 (14 Wo.)AT | CH3 (19 Wo.)CH | UK98 (1 Wo.)UK | — | Erstveröffentlichung: 15. Dezember 1994 Verkäufe: + 500.000                      | |
| 1995 | Friends …and the Beat Goes On!                                                     | DE3 Gold · (15 Wo.)DE | AT15 (12 Wo.)AT | CH15 (13 Wo.)CH | — | — | Erstveröffentlichung: 6. April 1995 Verkäufe: + 250.000                          | |
| 1995 | Endless Summer …and the Beat Goes On!                                              | DE5 Gold · (12 Wo.)DE | AT18 (8 Wo.)AT | CH11 (10 Wo.)CH | — | — | Erstveröffentlichung: 24. Juli 1995 Verkäufe: + 250.000                          | |
| 1995 | Back in the UK / Back in Ireland Our Happy Hardcore                                | DE4 Gold · (16 Wo.)DE | AT8 (12 Wo.)AT | CH6 (11 Wo.)CH | UK18 (3 Wo.)UK | — | Erstveröffentlichung: 14. November 1995 Verkäufe: + 250.000                      | Ron Goodwin – Murder She Said (1961) |
| 1996 | Let Me Be Your Valentine Our Happy Hardcore                                        | DE14 (11 Wo.)DE | AT9 (12 Wo.)AT | CH23 (4 Wo.)CH | — | — | Erstveröffentlichung: 29. Februar 1996                                           | |
| 1996 | Rebel Yell Our Happy Hardcore                                                      | DE8 (13 Wo.)DE | AT7 (12 Wo.)AT | CH17 (7 Wo.)CH | UK30 (2 Wo.)UK | — | Erstveröffentlichung: 9. Mai 1996                                                | Billy Idol – Rebel Yell (1984) |
| 1996 | I’m Raving Wicked!                                                                 | DE4 Gold · (14 Wo.)DE | AT4 (12 Wo.)AT | CH13 (9 Wo.)CH | UK33 (3 Wo.)UK | — | Erstveröffentlichung: 13. September 1996 Verkäufe: + 250.000                     | Marc Cohn – Walking in Memphis (1991) / Shut Up and Dance feat. Peter Bouncer – Raving, I’m Raving (1992)                                                           |
| 1996 | Break It Up Wicked!                                                                | DE15 (15 Wo.)DE | AT18 (11 Wo.)AT | CH44 (2 Wo.)CH | UK83 (1 Wo.)UK | — | Erstveröffentlichung: 14. November 1996                                          | |
| 1997 | Fire Age of Love                                                                   | DE5 Gold · (14 Wo.)DE | AT5 (14 Wo.)AT | CH11 (9 Wo.)CH | UK45 (2 Wo.)UK | — | Erstveröffentlichung: 27. März 1997 Verkäufe: + 255.334                          | |
| 1997 | The Age of Love Age of Love                                                        | DE14 (10 Wo.)DE | AT21 (7 Wo.)AT | CH21 (4 Wo.)CH | UK76 (2 Wo.)UK | — | Erstveröffentlichung: 23. Juli 1997                                              | Brad Fiedel – Terminator 2: Tag der Abrechnung Theme (1991) |
| 1997 | No Fate Rough and Tough and Dangerous – The Singles 94/98                          | DE39 (8 Wo.)DE | AT36 (4 Wo.)AT | — | — | — | Erstveröffentlichung: 11. Oktober 1997                                           | Zyon – No Fate (1992) |
| 1998 | How Much Is the Fish? No Time to Chill                                             | DE3 Gold · (18 Wo.)DE | AT9 (14 Wo.)AT | CH13 (16 Wo.)CH | — | — | Erstveröffentlichung: 8. Juni 1998 Verkäufe: + 275.000                           | bots – Sieben Tage lang |
| 1998 | We Are the Greatest / I Was Made for Lovin’ You No Time to Chill                   | DE26 (9 Wo.)DE | AT36 (2 Wo.)AT | — | — | — | Erstveröffentlichung: 21. September 1998                                         | Break Machine – Street Dance (1983) / Kiss – I Was Made for Lovin’ You (1979)                                                                                       |
| 1998 | Call Me Mañana No Time to Chill                                                    | DE16 (9 Wo.)DE | AT24 (7 Wo.)AT | CH25 (4 Wo.)CH | — | — | Erstveröffentlichung: 16. Dezember 1998 Verkäufe: + 15.000                       | L. A. Style – James Brown Is Dead (1991) |
| 1999 | Faster Harder Scooter Back to the Heavyweight Jam                                  | DE7 (11 Wo.)DE | AT24 (9 Wo.)AT | CH20 (5 Wo.)CH | — | — | Erstveröffentlichung: 23. August 1999 Verkäufe: + 30.000                         | Axis – Come On (1995) / The Shamen – Move Any Mountain (1991) |
| 1999 | Fuck the Millennium Back to the Heavyweight Jam                                    | DE11 (10 Wo.)DE | AT15 (10 Wo.)AT | CH61 (7 Wo.)CH | — | — | Erstveröffentlichung: 15. November 1999 Verkäufe: + 15.000                       | Billy Vaughn – Wheels (1960) / Mauro Picotto – Iguana (1999) / Technohead – The Passion (1993)                                                                      |
| 2000 | I’m Your Pusher Sheffield                                                          | DE17 (7 Wo.)DE | AT33 (3 Wo.)AT | CH74 (2 Wo.)CH | — | — | Erstveröffentlichung: 29. Mai 2000                                               | Hans Albers – Flieger, grüß mir die Sonne (1932) |
| 2000 | She’s the Sun Sheffield                                                            | DE41 (4 Wo.)DE | — | — | — | — | Erstveröffentlichung: 21. August 2000                                            | Led Zeppelin – When the Levee Breaks (1971) |
| 2001 | Sunrise (Here I Am) –                                                              | DE36 (9 Wo.)DE | AT61 (4 Wo.)AT | — | UK51 (2 Wo.)UK | — | Erstveröffentlichung: 5. Februar 2001 als Ratty                                  | Pat Boone – Song to the Siren (1969) |
| 2001 | Posse (I Need You on the Floor) We Bring the Noise                                 | DE7 (13 Wo.)DE | AT7 (17 Wo.)AT | CH43 (8 Wo.)CH | UK15 (7 Wo.)UK | — | Erstveröffentlichung: 21. Mai 2001                                               | Tyree Cooper – Turn Up the Bass (1988) / The KLF – What Time Is Love? (1988) / Human Resource – Dominator (1991) / Rotterdam Termination Source – Poing (1992)      |
| 2001 | Aiii Shot the DJ We Bring the Noise!                                               | DE29 (8 Wo.)DE | AT22 (9 Wo.)AT | CH98 (1 Wo.)CH | — | — | Erstveröffentlichung: 13. August 2001                                            | |
| 2001 | Living on Video –                                                                  | — | — | — | — | — | Erstveröffentlichung: 13. August 2001 als Ratty                                  | |
| 2001 | Ramp! (The Logical Song) Push the Beat for This Jam – The Second Chapter           | DE7 Gold · (14 Wo.)DE | AT4 (23 Wo.)AT | CH14 (18 Wo.)CH | UK2 Platin · (15 Wo.)UK | — | Erstveröffentlichung: 10. Dezember 2001 Verkäufe: + 930.000                      | Supertramp – The Logical Song (1979) |
| 2002 | Nessaja Encore – Live & Direct                                                     | DE1 Gold · (14 Wo.)DE | AT2 (21 Wo.)AT | CH7 (14 Wo.)CH | UK4 Gold · (13 Wo.)UK | — | Erstveröffentlichung: 12. Februar 2002 Verkäufe: + 655.000                       | Peter Maffay – Nessaja (1983) / Gerry Rafferty – Baker Street (1978) / The KLF – Last Train to Trancentral (1991).                                                  |
| 2003 | Weekend! The Stadium Techno Experience                                             | DE2 (12 Wo.)DE | AT4 (12 Wo.)AT | CH33 (10 Wo.)CH | UK12 (11 Wo.)UK | — | Erstveröffentlichung: 24. Februar 2003 Verkäufe: + 10.000                        | Earth & Fire – Weekend (1980) / Push – Strange World (2000) |
| 2003 | The Night The Stadium Techno Experience                                            | DE10 (9 Wo.)DE | AT12 (13 Wo.)AT | CH34 (5 Wo.)CH | UK16 (5 Wo.)UK | — | Erstveröffentlichung: 26. Mai 2003                                               | Valerie Dore – The Night (1984) |
| 2003 | Maria (I Like It Loud) The Stadium Techno Experience                               | DE4 Platin · (14 Wo.)DE | AT1 Gold · (22 Wo.)AT | CH21 (9 Wo.)CH | UK16 (4 Wo.)UK | — | Erstveröffentlichung: 11. August 2003 Verkäufe: + 315.000                        | Marc Acardipane pres. Marshall Masters feat. The Ultimate MC – I Like It Loud (1997)                                                                                |
| 2003 | Jigga Jigga! Mind the Gap                                                          | DE10 (10 Wo.)DE | AT9 (14 Wo.)AT | CH45 (6 Wo.)CH | UK48 (2 Wo.)UK | — | Erstveröffentlichung: 8. Dezember 2003                                           | Mac Zimms – L’annonce des couleurs (The Mystery Remix) (2003) / Enya – Exile (1991) / Fictivision vs. C-Quence – Symbols (2003)                                     |
| 2004 | Shake That! Mind the Gap                                                           | DE8 (9 Wo.)DE | AT12 (10 Wo.)AT | CH38 (6 Wo.)CH | — | — | Erstveröffentlichung: 4. Oktober 2004                                            | KC and the Sunshine Band – (Shake, Shake, Shake) Shake Your Booty (1976) / DJ Sandy vs. Housetrap – Overdrive                                                       |
| 2004 | One (Always Hardcore) Mind the Gap                                                 | DE7 Gold · (17 Wo.)DE | AT5 (19 Wo.)AT | CH30 (10 Wo.)CH | — | — | Erstveröffentlichung: 6. Dezember 2004 Verkäufe: + 150.000                       | Bodylotion – Always Hardcore (Radio Mix) (1996) / Pearl Jam – Alive (1991) / Cappella – Move On Baby (1994)                                                         |
| 2005 | Suavemente Mind the Gap                                                            | DE22 (9 Wo.)DE | AT27 (8 Wo.)AT | CH39 (9 Wo.)CH | — | — | Erstveröffentlichung: 7. März 2005                                               | Elvis Crespo – Suavemente (1998) |
| 2005 | Hello! (Good to Be Back) Who’s Got the Last Laugh Now?                             | DE14 (9 Wo.)DE | AT23 (11 Wo.)AT | CH36 (6 Wo.)CH | — | — | Erstveröffentlichung: 14. Oktober 2005                                           | Gary Glitter – Hello! Hello! I’m Back Again (1973) / D Mob feat. Gary Haisman – We Call It Acieed (1988)                                                            |
| 2005 | Apache Rocks the Bottom! Who’s Got the Last Laugh Now?                             | DE24 (9 Wo.)DE | AT23 (8 Wo.)AT | CH54 (5 Wo.)CH | — | — | Erstveröffentlichung: 30. Dezember 2005                                          | The Shadows – Apache (1960) |
| 2007 | Behind the Cow The Ultimate Aural Orgasm                                           | DE17 (9 Wo.)DE | AT22 (6 Wo.)AT | CH78 (1 Wo.)CH | — | — | Erstveröffentlichung: 19. Januar 2007 Gastsänger: Fatman Scoop                   | The KLF – What Time Is Love (1988) / Blue Öyster Cult – The Reaper (1976) / Depeche Mode – Black Celebration (1986)                                                 |
| 2007 | Lass uns tanzen The Ultimate Aural Orgasm                                          | DE19 (9 Wo.)DE | AT41 (5 Wo.)AT | — | — | — | Erstveröffentlichung: 23. März 2007                                              | Scotch – Disco Band (1984) |
| 2007 | The Question Is What Is the Question? Jumping All Over the World                   | DE5 Gold · (19 Wo.)DE | AT2 (24 Wo.)AT | CH83 (9 Wo.)CH | UK49 (7 Wo.)UK | — | Erstveröffentlichung: 10. August 2007 Verkäufe: + 150.000                        | Mouth & MacNeal – How Do You Do? (1971) / Party Animals – How do you do (Picco&JensO Remix 2006)                                                                    |
| 2007 | And No Matches Jumping All Over the World                                          | DE9 (10 Wo.)DE | AT20 (14 Wo.)AT | — | — | — | Erstveröffentlichung: 23. November 2007                                          | Emilia – Big Big World (1998) / Orchestral Manoeuvres in the Dark – Enola Gay (1980)                                                                                |
| 2008 | Jumping All Over the World                                                         | DE15 (11 Wo.)DE | AT23 (16 Wo.)AT | — | UK28 Gold · (13 Wo.)UK | — | Erstveröffentlichung: 1. Februar 2008 Verkäufe: + 400.000                        | Sailor – A Glass of Champagne (1975) / Headhunterz – Rock Civilization (2007)                                                                                       |
| 2008 | I’m Lonely Jumping All Over the World                                              | DE8 (9 Wo.)DE | AT20 (12 Wo.)AT | — | — | — | Erstveröffentlichung: 18. April 2008                                             | Vincent de Moor pres. Emerald – Fly Away (2000) / The Felix Project – Lonely (2006) / Refresh – A Step Too Far (2007)                                               |
| 2008 | Jump That Rock! (Whatever You Want) Jumping All Over the World – Whatever You Want | DE11 (9 Wo.)DE | AT19 (10 Wo.)AT | CH79 (5 Wo.)CH | UK57 (2 Wo.)UK | — | Erstveröffentlichung: 26. September 2008; vs. Status Quo                         | Status Quo – Whatever You Want (1979) / Citizen – 1980 (Marshall Mix) (2007) / Donkey Rollers – The Last City on Earth (2008)                                       |
| 2009 | J’adore Hardcore Under the Radar Over the Top                                      | DE12 (10 Wo.)DE | AT16 (10 Wo.)AT | CH90 (1 Wo.)CH | — | — | Erstveröffentlichung: 14. August 2009                                            | The Pitcher – I Just Can’t Stop / Planet Funk – Chase the Sun (2000) / Activator – Lullaby (2009) / Tat & Zat – Proud to Be Loud / Trans-X – Living On Video (1983) |
| 2009 | Ti sento Under the Radar Over the Top                                              | DE10 (10 Wo.)DE | AT27 (8 Wo.)AT | CH45 (3 Wo.)CH | — | — | Erstveröffentlichung: 2. Oktober 2009 Gastsängerin: Antonella Ruggiero           | Matia Bazar – Ti sento (1985) / Technoboy – Ti sento (2008) |
| 2009 | The Sound Above My Hair Under the Radar Over the Top                               | DE38 (9 Wo.)DE | AT74 (1 Wo.)AT | — | — | — | Erstveröffentlichung: 27. November 2009                                          | Black – Wonderful Life (1987) / Joseph Brackett – Simple Gifts (1848)                                                                                               |
| 2010 | Stuck on Replay Under the Radar Over the Top                                       | DE34 (12 Wo.)DE | AT58 (3 Wo.)AT | — | — | — | Erstveröffentlichung: 12. März 2010                                              | Lionel Richie – Stuck on You (1984) / DJ Phil Ty – A Kay A (EMH Mix)                                                                                                |
| 2011 | Friends Turbo The Big Mash Up                                                      | DE43 (6 Wo.)DE | AT65 (2 Wo.)AT | — | — | — | Erstveröffentlichung: 15. April 2011                                             | Scooter – Friends (1995) |
| 2011 | The Only One The Big Mash Up                                                       | DE45 (3 Wo.)DE | AT20 (3 Wo.)AT | — | — | — | Erstveröffentlichung: 20. Mai 2011                                               | The Charlatans – The Only One I Know (1990) / Nirvana – Lithium (1991)                                                                                              |
| 2011 | David Doesn’t Eat The Big Mash Up                                                  | DE67 (2 Wo.)DE | — | — | — | — | Erstveröffentlichung: 14. Oktober 2011                                           | Nick Straker Band – A Walk in the Park (1979) |
| 2011 | C’est Bleu The Big Mash Up                                                         | DE77 (1 Wo.)DE | — | — | — | — | Erstveröffentlichung: 2. Dezember 2011 feat. Vicky Leandros                      | Vicky Leandros – L’amour est bleu (1967) / The Hose – I Survived (2008)                                                                                             |
| 2012 | It’s a Biz (Ain’t Nobody) The Big Mash Up                                          | DE79 (1 Wo.)DE | — | — | — | — | Erstveröffentlichung: 23. März 2012                                              | Rufus & Chaka Khan – Ain’t Nobody (1983) |
| 2012 | 4 AM Music for a Big Night Out                                                     | DE96 (2 Wo.)DE | — | — | — | — | Erstveröffentlichung: 7. September 2012                                          | Beverley Craven – Promise Me (1991) / Otto Knows – Million Voices (2012)                                                                                            |
| 2012 | Army of Hardcore Music for a Big Night Out                                         | DE77 (1 Wo.)DE | — | — | — | — | Erstveröffentlichung: 2. November 2012                                           | Neophyte vs. The Stunned Guys – Army of Hardcore (1996) |
| 2013 | Maria (I Like It Loud) (R.I.O. Radio Edit) 20 Years of Hardcore                    | — | — | — | — | — | Erstveröffentlichung: 11. Oktober 2013                                           | Scooter – Maria (I Like It Loud) (2003) |
| 2014 | Bigroom Blitz The Fifth Chapter                                                    | DE43 (4 Wo.)DE | AT63 (2 Wo.)AT | — | — | — | Erstveröffentlichung: 23. Mai 2014 feat. Wiz Khalifa                             | Sezen Aksu – Hadi Bakalım (1992) / Berner feat. Chris Brown & Wiz Khalifa – Yoko (2011)                                                                             |
| 2014 | Today The Fifth Chapter                                                            | DE75 (1 Wo.)DE | — | — | — | — | Erstveröffentlichung: 5. September 2014 mit Vassy                                | Klubbheads – Discohopping (1997) |
| 2014 | Can’t Stop the Hardcore The Fifth Chapter                                          | — | — | — | — | — | Erstveröffentlichung: 5. Dezember 2014                                           | Giorgos Provias – Sirtaki (1964) / Samantha – Eviva España (1972)                                                                                                   |
| 2015 | Radiate (SPY Version) The Fifth Chapter (SPY Edition)                              | — | — | — | — | — | Erstveröffentlichung: 29. Mai 2015 mit Vassy                                     | |
| 2015 | Riot Ace                                                                           | — | — | — | — | — | Erstveröffentlichung: 4. September 2015                                          | |
| 2016 | Oi Ace                                                                             | — | — | — | — | — | Erstveröffentlichung: 5. Februar 2016                                            | |
| 2016 | Mary Got No Lamb Ace                                                               | — | — | — | — | — | Erstveröffentlichung: 6. Mai 2016                                                | Sutherland Brothers & Quiver – Arms of Mary (1976) |
| 2017 | Bora! Bora! Bora! Scooter Forever                                                  | — | — | — | — | — | Erstveröffentlichung: 26. Mai 2017                                               | Scooter – The United Vibe (2007) |
| 2017 | My Gabber Scooter Forever                                                          | — | — | — | — | — | Erstveröffentlichung: 29. August 2017 mit Jebroer                                | |
| 2017 | In Rave We Trust – Amateur Hour (Anthem Mix) 100% Scooter – 25 Years Wild & Wicked | — | — | — | — | — | Erstveröffentlichung: 8. Dezember 2017                                           | |
| 2019 | Move Your Ass! (Noisecontrollers Remix) –                                          | — | — | — | — | — | Erstveröffentlichung: 1. Februar 2019                                            | Scooter – Move Your Ass! (1994) |
| 2019 | Rave Teacher (Somebody Like Me) God Save the Rave                                  | — | — | — | — | — | Erstveröffentlichung: 5. April 2019 mit Xillions                                 | Xillions – Somebody Like Me (Mark With A K Remix) (2017) |
| 2019 | God Save the Rave                                                                  | DE— GoldDE | AT— GoldAT | — | — | — | Erstveröffentlichung: 31. Mai 2019 Verkäufe: + 215.000; mit Harris & Ford        | |
| 2019 | Devil’s Symphony God Save the Rave                                                 | — | — | — | — | — | Erstveröffentlichung: 11. Oktober 2019                                           | Pjotr Iljitsch Tschaikowski – Act 2, Scene 10: Moderato (1877) |
| 2019 | Which Light Switch Is Which? God Save the Rave                                     | — | — | — | — | — | Erstveröffentlichung: 13. Dezember 2019                                          | T-Marc feat. Vincent – Strings of Infinity (1995) |
| 2020 | Bassdrum God Save the Rave • Fliesentisch Romantik II                              | DE24 (3 Wo.)DE | — | — | — | — | Erstveröffentlichung: 5. Juni 2020 mit Finch Asozial                             | |
| 2020 | FCK 2020 God Save the Rave                                                         | DE82 (1 Wo.)DE | — | — | — | — | Erstveröffentlichung: 23. Oktober 2020                                           | The Pitcher – Pump It Loud (2003) |
| 2020 | Paul Is Dead God Save the Rave • Mad World                                         | DE— aDE | — | — | — | — | Erstveröffentlichung: 27. November 2020; mit Timmy Trumpet; Begleitgesang: Leony | |
| 2021 | We Love Hardcore God Save the Rave                                                 | — | — | — | — | — | Erstveröffentlichung: 19. März 2021 mit Dimitri Vegas & Like Mike                | Zombie Nation – Kernkraft 400 (1999) |
| 2021 | Groundhog Day God Save the Rave                                                    | — | — | — | — | — | Erstveröffentlichung: 16. April 2021 Begleitgesang: Leony                        | |
| 2022 | The Spell Remains –                                                                | — | — | — | — | — | Erstveröffentlichung: 18. März 2022                                              | J-Cut & Kolt Siewerts - The Flute Tune (Soulpride Remix) |
| 2022 | Do Not Sit If You Can Dance –                                                      | — | — | — | — | — | Erstveröffentlichung: 17. Juni 2022                                              | Renzo Arbore & L'Orchestra Italiana – Aummo… Aummo… (1993) |
| 2023 | Waste Your Youth Open Your Mind and Your Trousers                                  | — | — | — | — | — | Erstveröffentlichung: 13. Januar 2023                                            | Sportfreunde Stiller – Ein Kompliment (2002) |
| 2023 | Techno Is Back Open Your Mind and Your Trousers                                    | DE— bDE | — | — | — | — | Erstveröffentlichung: 13. April 2023 mit Harris & Ford                           | |
| 2023 | Constellations Open Your Mind and Your Trousers                                    | — | — | — | — | — | Erstveröffentlichung: 23. Juni 2023                                              | |
| 2023 | For Those About to Rave Open Your Mind and Your Trousers                           | — | — | — | — | — | Erstveröffentlichung: 21. Juli 2023 mit Timmy Trumpet                            | |
| 2023 | Berliner Luft Open Your Mind and Your Trousers                                     | — | — | — | — | — | Erstveröffentlichung: 15. September 2023                                         | Paul Lincke – Berliner Luft (1904) |
| 2023 | Rave & Shout Open Your Mind and Your Trousers                                      | — | — | — | — | — | Erstveröffentlichung: 1. Dezember 2023; mit Harris & Ford                        | |
| 2024 | I Keep Hearing Bingo Open Your Mind and Your Trousers                              | — | — | — | — | — | Erstveröffentlichung: 9. Februar 2024                                            | X-Perience – A Neverending Dream (1996) |
| 2024 | Let’s Do It Again Open Your Mind and Your Trousers                                 | — | — | — | — | — | Erstveröffentlichung: 1. März 2024                                               | |
| 2024 | Mom Was On Tequila –                                                               | — | — | — | — | — | Erstveröffentlichung: 11. Oktober 2024; mit Reinier Zonneveld                    | |
| 2025 | Gimme That Noise –                                                                 | — | — | — | — | — | Erstveröffentlichung: 2. Mai 2025; mit Harris & Ford & Shibui                    | |
| 2025 | Heart Attack –                                                                     | — | — | — | — | — | Erstveröffentlichung: 11. Juli 2025; mit BlasterJaxx & CERES                     | |
| 2025 | Luv U More –                                                                       | — | — | — | — | — | Erstveröffentlichung: 8. August 2025; mit Paul Elstak & Joost                    | Paul Elstak – Luv U More (1995) |

### Als Gastmusiker
| Jahr | Titel Album                       | Höchstplatzierung, Gesamtwochen, AuszeichnungChartplatzierungen (Jahr, Titel, Album, Platzierungen, Wochen, Auszeichnungen, Anmerkungen) | Höchstplatzierung, Gesamtwochen, AuszeichnungChartplatzierungen (Jahr, Titel, Album, Platzierungen, Wochen, Auszeichnungen, Anmerkungen) | Höchstplatzierung, Gesamtwochen, AuszeichnungChartplatzierungen (Jahr, Titel, Album, Platzierungen, Wochen, Auszeichnungen, Anmerkungen) | Höchstplatzierung, Gesamtwochen, AuszeichnungChartplatzierungen (Jahr, Titel, Album, Platzierungen, Wochen, Auszeichnungen, Anmerkungen) | Höchstplatzierung, Gesamtwochen, AuszeichnungChartplatzierungen (Jahr, Titel, Album, Platzierungen, Wochen, Auszeichnungen, Anmerkungen) | Anmerkungen                                                                            |
| Jahr | Titel Album                       | DE | AT | CH | UK | US | Anmerkungen                                                                            |
| ---- | --------------------------------- | --- | --- | --- | --- | --- | -------------------------------------------------------------------------------------- |
| 1996 | Love Message –                    | DE4 (20 Wo.)DE | AT12 (12 Wo.)AT | CH12 (13 Wo.)CH | — | — | Erstveröffentlichung: 5. Februar 1996 mit Love Message                                 |
| 1998 | Let the Music Heal Your Soul –    | DE6 (12 Wo.)DE | AT22 (8 Wo.)AT | CH5 (14 Wo.)CH | UK36 (3 Wo.)UK | US60 (4 Wo.)US | Erstveröffentlichung: 18. Mai 1998 mit Bravo All Stars                                 |
| 2002 | Reach Out –                       | DE27 (7 Wo.)DE | — | — | — | — | Erstveröffentlichung: 30. September 2002 mit Dance United                              |
| 2005 | Help! Asia –                      | DE43 (6 Wo.)DE | — | — | — | — | Erstveröffentlichung: 24. Januar 2005 mit Dance United                                 |
| 2009 | Beweg dein Arsch Hands on Scooter | DE17 (10 Wo.)DE | AT34 (11 Wo.)AT | CH100 (1 Wo.)CH | — | — | Erstveröffentlichung: 23. Januar 2009 Sido's Hands on Scooter feat. Kitty Kat & Tony D |
| 2021 | Rave Witchers Rummelbums          | DE18 (1 Wo.)DE | — | — | — | — | Erstveröffentlichung: 29. Oktober 2021 Finch feat. Scooter                             |

## Videoalben und Musikvideos

### Videoalben
| Jahr | Titel                                               | Höchstplatzierung, Gesamtwochen, AuszeichnungChartplatzierungen (Jahr, Titel, Platzierungen, Wochen, Auszeichnungen, Anmerkungen) | Höchstplatzierung, Gesamtwochen, AuszeichnungChartplatzierungen (Jahr, Titel, Platzierungen, Wochen, Auszeichnungen, Anmerkungen) | Höchstplatzierung, Gesamtwochen, AuszeichnungChartplatzierungen (Jahr, Titel, Platzierungen, Wochen, Auszeichnungen, Anmerkungen) | Höchstplatzierung, Gesamtwochen, AuszeichnungChartplatzierungen (Jahr, Titel, Platzierungen, Wochen, Auszeichnungen, Anmerkungen) | Höchstplatzierung, Gesamtwochen, AuszeichnungChartplatzierungen (Jahr, Titel, Platzierungen, Wochen, Auszeichnungen, Anmerkungen) | Anmerkungen                                                                          |
| Jahr | Titel                                               | DE | AT | CH | UK | US | Anmerkungen                                                                          |
| ---- | --------------------------------------------------- | --- | --- | --- | --- | --- | ------------------------------------------------------------------------------------ |
| 1996 | Happy Hardcore Clips … And the Show Goes On!        | — | — | — | — | — | Erstveröffentlichung: 1996                                                           |
| 1998 | Rough and Tough and Dangerous                       | DE*DE | AT*AT | — | — | — | Erstveröffentlichung: 1998 * siehe Rough and Tough and Dangerous – The Singles 94/98 |
| 2002 | Encore – Live & Direct                              | DE*DE | AT*AT | CH*CH | — | — | Erstveröffentlichung: 13. Mai 2002 * siehe Livealbum                                 |
| 2002 | 24 Carat Gold                                       | DE*DE | — | CH*CH | — | — | Erstveröffentlichung: 4. November 2002 * siehe Kompilation                           |
| 2006 | Excess All Areas                                    | DE*DE | AT4 (6 Wo.)AT | — | — | — | Erstveröffentlichung: 2. Juni 2006 * siehe Livealbum                                 |
| 2008 | Live in Berlin 2008                                 | DE*DE | AT*AT | CH*CH | UK*UK | — | Erstveröffentlichung: 2008 * siehe Jumping All Over the World                        |
| 2009 | Caught by the Radar                                 | DE*DE | AT*AT | CH*CH | UK*UK | — | Erstveröffentlichung: 2. Oktober 2009 * siehe Under the Radar Over the Top           |
| 2010 | Live in Hamburg                                     | DE*DE | — | — | — | — | Erstveröffentlichung: 7. Mai 2010 * siehe Livealbum                                  |
| 2011 | The Stadium Techno Inferno                          | — | — | — | — | — | Erstveröffentlichung: 14. Oktober 2011                                               |
| 2013 | 20 Years of Hardcore: The Complete Video Collection | DE*DE | — | CH*CH | — | — | Erstveröffentlichung: 11. Oktober 2013 * siehe 20 Years of Hardcore                  |

### Musikvideos
| Jahr | Titel                                        | Regie                             |
| ---- | -------------------------------------------- | --------------------------------- |
| 1994 | Hyper Hyper                                  | Plastic Reality                   |
| 1994 | Move Your Ass!                               | Eric Will                         |
| 1995 | Friends                                      | Eric Will                         |
| 1995 | Endless Summer                               | Eric Will                         |
| 1995 | Back in the UK                               | Eric Will                         |
| 1996 | Let Me Be Your Valentine                     | Russell Curtis                    |
| 1996 | Rebel Yell                                   | Rainer Thieding                   |
| 1996 | I’m Raving                                   | Rainer Thieding                   |
| 1996 | Break It Up                                  | Rainer Thieding                   |
| 1997 | Fire                                         | Robert Bröllochs                  |
| 1997 | The Age of Love                              | Robert Bröllochs                  |
| 1997 | No Fate                                      | Robert Bröllochs                  |
| 1998 | Let the Music Heal Your Soul                 |                                   |
| 1998 | How Much Is the Fish?                        |                                   |
| 1998 | We Are the Greatest                          |                                   |
| 1998 | I Was Made for Lovin’ You                    |                                   |
| 1998 | Call Me Mañana                               |                                   |
| 1999 | Faster Harder Scooter                        |                                   |
| 1999 | Fuck the Millennium                          |                                   |
| 2000 | I’m Your Pusher                              |                                   |
| 2000 | She’s the Sun                                | Rainer Thieding                   |
| 2001 | Sunrise (Here I Am)                          | Rainer Thieding                   |
| 2001 | Posse (I Need You on the Floor)              | Patric Ullaeus                    |
| 2001 | Aiii Shot the DJ                             | Patric Ullaeus                    |
| 2001 | Ramp! (The Logical Song)                     | Marc Schölermann                  |
| 2002 | Nessaja                                      | Michael Menke                     |
| 2003 | Weekend!                                     | Norman Hafezi                     |
| 2003 | The Night                                    | Kolja Brandt                      |
| 2003 | Maria (I Like It Loud)                       | Marc Schölermann                  |
| 2003 | Jigga Jigga!                                 | Marc Schölermann                  |
| 2004 | Shake That!                                  | Marc Schölermann                  |
| 2004 | One (Always Hardcore)                        | Andreas Bardet, Tim Tibor         |
| 2005 | Suavemente                                   | Stefan Browatzki                  |
| 2005 | Hello! (Good to Be Back)                     | Robert Bröllochs                  |
| 2005 | Apache Rocks the Bottom!                     | Conchita Soares, Bernard Wedig    |
| 2007 | Behind the Cow                               | Michael Menke                     |
| 2007 | Lass uns tanzen                              | Volker Hannwacker                 |
| 2007 | The Question Is What Is the Question?        |                                   |
| 2007 | And No Matches                               |                                   |
| 2008 | Jumping All Over the World                   |                                   |
| 2008 | I’m Lonely                                   |                                   |
| 2008 | Jump That Rock! (Whatever You Want)          | Marc Schölermann                  |
| 2009 | Beweg dein Arsch                             | Sebastian Therre                  |
| 2009 | J’adore Hardcore                             |                                   |
| 2009 | Ti sento                                     | Oliver Sommer                     |
| 2009 | The Sound Above My Hair                      | Oliver Sommer                     |
| 2010 | Stuck on Replay                              |                                   |
| 2011 | Friends Turbo                                |                                   |
| 2011 | The Only One                                 | Manuel Cortez                     |
| 2011 | David Doesn’t Eat                            | Marcus Sternberg                  |
| 2011 | C’est Bleu                                   | Mark Feuerstake                   |
| 2012 | It’s a Biz (Ain’t Nobody)                    | Mark Feuerstake                   |
| 2012 | 4 AM                                         | Mark Feuerstake                   |
| 2012 | Army of Hardcore                             | Mark Feuerstake                   |
| 2014 | Bigroom Blitz                                | Paul Gerwien                      |
| 2014 | Today                                        | Sebastian Therre                  |
| 2014 | 999 (Call The Police)                        |                                   |
| 2014 | Can’t Stop the Hardcore                      |                                   |
| 2015 | Radiate (SPY Version)                        |                                   |
| 2015 | Riot                                         |                                   |
| 2016 | Oi!                                          | Paul Gerwien                      |
| 2016 | Mary Got No Lamb                             | Dany Wild                         |
| 2017 | Bora! Bora! Bora!                            | Sebastian Therre                  |
| 2017 | My Gabber                                    | Dimitri Janssen, Madse Krivokutya |
| 2017 | In Rave We Trust – Amateur Hour (Anthem Mix) |                                   |
| 2019 | Rave Teacher (Somebody Like Me)              |                                   |
| 2019 | God Save The Rave                            |                                   |
| 2019 | Devil’s Symphony                             |                                   |
| 2019 | Which Light Switch Is Which?                 | Felix Aaron                       |
| 2019 | Move Your Ass! (Noisecontrollers Remix)      |                                   |
| 2020 | Bassdrum                                     | Ben Baumgarten                    |
| 2020 | FCK 2020                                     | Patric Ullaeus                    |
| 2020 | Paul Is Dead                                 | Ben Baumgarten                    |
| 2021 | We Love Hardcore                             |                                   |
| 2021 | Groundhog Day                                | Dany Wild                         |
| 2022 | The Spell Remains                            | Paul Gerwien                      |

## Boxsets
- 2009: Under the Radar Over the Top (VIP Fanbox)
- 2011: The Big Mash Up (VIP Fanbox)
- 2014: The Fifth Chapter (Limited Deluxe Box)
- 2016: Ace (Limited Deluxe Box)
- 2021: God Save the Rave (Limited Deluxe Box)

## Sonderveröffentlichungen

### Gastbeiträge
| Jahr | Titel Album | Anmerkungen                                                |
| ---- | ----------- | ---------------------------------------------------------- |
| 2025 | 1 Unity     | Erstveröffentlichung: 20. Februar 2025 Joost feat. Scooter |

### Remixe
- 1994: Ultra Sonic – Check Your Head (Scooter Remix)
- 1995: Interactive – Living Without Your Love (Scooter Remix)
- 1995: Shahin & Simon – Do the Right Thing (Scooter Remix/Scooter Radio Remix)
- 2001: Modern Talking – Win the Race (Scooter Remix)
- 2001: Marc Et Claude – Loving You (Ratty Remix)
- 2001: Gouryella – Tenshi (Ratty Remix)
- 2001: Starsplash – Wonderful Days 2001 (Ratty Remix)
- 2001: ATB – Hold You (Ratty Mix)
- 2003: Ron van den Beuken – Timeless (Ratty Full on Vocals Remix)
- 2005: Einmusik – Jittery Heritage (Scooter Remix)
- 2005: Bloodhound Gang – Uhn Tiss Uhn Tiss Uhn Tiss (Scooter Remix)
- 2006: Deichkind – Remmidemmi (Yippie Yippie Yeah) (Scooter Remix)
- 2008: Lützenkirchen – Drei Tage wach (Scooter Remix)
- 2008: Ultrabeat vs. Darren Styles – Discolights (Scooter Remix)
- 2009: Die Fantastischen Vier – Troy (A Tribute to Die Fantastischen Vier)
- 2009: Rammstein – Pussy (Scooter Remix)
- 2011: Within Temptation – Sinéad (Scooter Remix)
- 2013: Susanne Blech – Helmut Kohl (Scooter Remix)
- 2014: Beatsteaks – Gentleman of the Year (Scooter Remix)
- 2024: Jax Jones feat. Zoe Wees – Never Be Lonely (Scooter Remix)
- 2024: Jade – Angels Of My Dreams (Scooter Remix)

## Statistik

### Chartauswertung
|                     | DE     | AT     | CH     | UK    | US    |
| ------------------- | ------ | ------ | ------ | ----- | ----- |
| Nummer-eins-Alben   | DE—DE  | AT—AT  | CH—CH  | UK1UK | US—US |
| Top-10-Alben        | DE13DE | AT3AT  | CH3CH  | UK2UK | US—US |
| Alben in den Charts | DE29DE | AT25AT | CH26CH | UK6UK | US—US |

|                       | DE     | AT     | CH     | UK     | US    |
| --------------------- | ------ | ------ | ------ | ------ | ----- |
| Nummer-eins-Singles   | DE1DE  | AT1AT  | CH—CH  | UK—UK  | US—US |
| Top-10-Singles        | DE25DE | AT16AT | CH5CH  | UK2UK  | US—US |
| Singles in den Charts | DE61DE | AT49AT | CH37CH | UK19UK | US1US |

|                          | DE    | AT    | CH    | UK    | US    |
| ------------------------ | ----- | ----- | ----- | ----- | ----- |
| Nummer-eins-Videoalben   | DE—DE | AT—AT | CH—CH | UK—UK | US—US |
| Top-10-Videoalben        | DE—DE | AT1AT | CH—CH | UK—UK | US—US |
| Videoalben in den Charts | DE—DE | AT1AT | CH—CH | UK—UK | US—US |

### Auszeichnungen für Musikverkäufe
| Silberne Schallplatte - Europa (Impala) - 2011: für das Album Live in Hamburg Goldene Schallplatte - Belgien - 1998: für die Single How Much Is the Fish? - Dänemark - 2022: für das Album 20 Years of Hardcore - Europa (IFPI) - 1995: für die Single Move Your Ass! - Europa (Impala) - 2010: für das Album Under the Radar Over the Top - Finnland - 1997: für das Album Age of Love - 1997: für die Single Fire - 1998: für das Album No Time to Chill - Norwegen - 2002: für das Album Encore – Live & Direct - 2003: für das Album Push the Beat for This Jam - 2003: für das Album The Stadium Techno Experience - 2003: für die Single Nessaja - Polen - 1997: für das Album Wicked! - 1998: für das Album No Time to Chill - Schweden - 1999: für das Album Rough and Tough and Dangerous - 1999: für die Single Call Me Mañana - 1999: für die Single Fuck the Millennium - 2000: für das Album Back to the Heavyweight Jam - 2003: für das Album Push the Beat for This Jam - 2004: für das Album The Stadium Techno Experience - Ungarn - 1998: für das Album No Time to Chill - 2003: für das Album The Stadium Techno Experience - 2005: für das Album Mind the Gap | Platin-Schallplatte - Australien - 2002: für die Single Ramp! The Logical Song - Europa (Impala) - 2008: für das Album Jumping All Over the World - Irland - 1996: für das Album … and the Beat Goes On! - Norwegen - 2003: für die Single Ramp! The Logical Song - 2003: für die Single Weekend! - Schweden - 1999: für die Single Faster Harder Scooter |

Anmerkung: Auszeichnungen in Ländern aus den Charttabellen bzw. Chartboxen sind in ebendiesen zu finden.
| Land/RegionAuszeichnungen für Musikverkäufe (Land/Region, Auszeichnungen, Verkäufe, Quellen) | Silber     | Gold       | Platin       | Verkäufe  | Quellen                                                                      |
| -------------------------------------------------------------------------------------------- | ---------- | ---------- | ------------ | --------- | ---------------------------------------------------------------------------- |
| Australien (ARIA)                                                                            | —          | —          | Platin1      | 70.000    | aria.com.au                                                                  |
| Belgien (BRMA)                                                                               | —          | Gold1      | —            | 25.000    | ultratop.be                                                                  |
| Dänemark (IFPI)                                                                              | —          | Gold1      | —            | 10.000    | ifpi.dk                                                                      |
| Deutschland (BVMI)                                                                           | —          | 15× Gold15 | 2× Platin2   | 4.000.000 | musikindustrie.de                                                            |
| Europa (IFPI)                                                                                | —          | Gold1      | —            | (500.000) | worldradiohistory.com                                                        |
| Europa (Impala)                                                                              | Silber1    | Gold1      | Platin1      | (495.000) | impalamusic.org (Memento vom 12. Juni 2018 im Internet Archive)              |
| Finnland (IFPI)                                                                              | —          | 3× Gold3   | —            | 73.274    | ifpi.fi                                                                      |
| Irland (IRMA)                                                                                | —          | —          | Platin1      | 15.000    | Einzelnachweise                                                              |
| Norwegen (IFPI)                                                                              | —          | 4× Gold4   | 2× Platin2   | 85.000    | ifpi.no (Memento vom 5. November 2012 im Internet Archive)                   |
| Österreich (IFPI)                                                                            | —          | 3× Gold3   | —            | 55.000    | ifpi.at                                                                      |
| Polen (ZPAV)                                                                                 | —          | 2× Gold2   | —            | 100.000   | olis.pl                                                                      |
| Schweden (IFPI)                                                                              | —          | 6× Gold6   | Platin1      | 200.000   | sverigetopplistan.se ifpi.se (Memento vom 25. Juli 2011 im Internet Archive) |
| Ungarn (MAHASZ)                                                                              | —          | 3× Gold3   | —            | 50.000    | slagerlistak.hu                                                              |
| Vereinigtes Königreich (BPI)                                                                 | Silber1    | 4× Gold4   | 2× Platin2   | 1.960.000 | bpi.co.uk                                                                    |
| Insgesamt                                                                                    | 2× Silber2 | 44× Gold44 | 10× Platin10 |           |                                                                              |